# Portanus dentatus
Portanus dentatus är en insektsart som beskrevs av Delong 1980. Portanus dentatus ingår i släktet Portanus och familjen dvärgstritar. Inga underarter finns listade i Catalogue of Life.